# Сусак ситниковый
Суса́к си́тниковый (лат. Būtomus juncēus) — вид многолетних травянистых растений рода Сусак (Butomus).

## Ботаническое описание
Многолетнее травянистое растение. Стебли тонкие, цилиндрические, до (20)30—50(60) см высотой. Корневище до 5 мм в диаметре; корни нитевидные, желтоватые.
Листья сизовато-зелёные, у прибрежных, водных и наземных растений (Butomus junceus f. erectus V.V.Petrovsky) прямостоячие, узколинейные, до 3 мм шириной, вверху острокилеватые, у глубоководных погруженных форм (Butomus junceus f. natans V.V.Petrovsky) плавающие, мягкие, некилеватые.
Цветки немногочисленные, собраны по 5—12(15) в зонтик, до 1,5 см диаметре. Чашелистики фиолетовые, значительно меньше лепестков. Лепестки бледно-розовые, 6—8 мм длиной. Рыльца прямые, без каймы по краю.
Цветение и плодоношение в июне — июле.
От близкородственного вида Сусак зонтичный отличается значительно меньшими высотой стебля и шириной листьев.

## Распространение и экология
Встречается по берегам и в воде рек, озёр, болотам, сырым лугам Средней Азии, Восточной Сибири, Монголии, юго-запада Китая.

## Хозяйственное значение и применение
Толстые, богатые крахмалом корневища сусака ситникового можно употреблять в пищу: их сушат, мелют в муку и пекут хлеб; едят также в пареном и печёном виде, например, с салом. Высушенные корневища содержат 4 % жира, 14 % белка и 60 % углеводов. Старое название этого растения — «хлебница».
Из листьев можно делать маты, циновки, корзины, рогожи и другие плетёные изделия.
В народной медицине употребляют как отхаркивающее и мягчительное.
Декоративное прибрежно-водное растение.